# Јакоб Жорга
Јакоб Жорга Јака (1888 — 1942), револуционар и раднички политичар. Познат је и под илегалним именима Бон и Рогич.

## Биографија
Јакоб Жорга рођен је 10. маја 1888. године у Брежицама. Заједно са братом Марцелом радио је на железници у Словенији, а од 1921. до 1923. године у љубљанском арсеналу. Истакао се као раднички организатор, те је био један од оснивача Комунистичке партије у Словенији и један од највише прогоњених словеначких комуниста.
1919. године био је издавач и одговорни уредник првог словеначког комунистичког листа „Бакља“ (изашао само један број). Априла 1920. године био је члан штрајкашког одбора железничара, јуна 1920. године делегат на Вуковарском конгресу Комунистичке партије Југославије и од септембра 1920. године члан Централног већа КПЈ. Учествовао је на бројним партијским конференцијама. За члана Централног комитета КПЈ кооптиран је 1926. године, а ушао је и у Политбиро ЦК КПЈ. 1928. године био је на саветовању при Извршном комитету Коминтерне и делегат на Четвртом конгресу КПЈ у Дресдену, где је поново биран за члана Централног комитета. Неколико месеци вршио је послове организационог секретара Централног комитета.
После хапшења у априлу 1929. године и осуде на пет година робије, коју је издржао у казнионици у Сремској Митровици, 1935. године је био поново ухапшен. Кад му је 1942. године истекла казна на робију коју је издржавао у казнионици у Нишу, одведен је у концентрациони логор на Бањици и стрељан 9. маја 1942. године.